# Il patto con il diavolo
Il patto con il diavolo (Lifespan) è un film del 1976 diretto Alexander Whitelaw.

## Trama
Il Dr. Ben Land è un americano che si reca ad Amsterdam per partecipare ad un congresso e per incontrare il Dr. Linden, un esperto che studia i processi dell'invecchiamento dei tessuti umani e che si suppone sia vicino ad una svolta. Sfortunatamente, il dottor Linden però viene scoperto impiccato e a Ben restano solo indizi sconcertanti. Conosce una donna, Anna che ha lavorato come modella per il dottore. Più tardi, Ben scoprirà che Anna sa più di quanto dovrebbe sul misterioso "uomo svizzero", Nicholas Ulrich.

## Produzione
Il film è ambientato ad Amsterdam.